# Sierra Grande de Hornachos
Sierra Grande de Hornachos este o arie protejată (arie specială de conservare — SAC, sit de importanță comunitară — SCI, arie de protecție specială avifaunistică — SPA) din Spania întinsă pe o suprafață de 12.469,54 ha, integral pe uscat.

## Localizare
Centrul sitului Sierra Grande de Hornachos este situat la coordonatele 38°34′44″N 6°01′55″W / 38.5789°N 6.0319°V.

## Înființare
Situl Sierra Grande de Hornachos a fost declarat arie de protecție specială avifaunistică în octombrie 1989 pentru a proteja 49 de specii de animale. Alte tipuri de protecție:
- sit de importanță comunitară (în decembrie 1997)
- arie specială de conservare (în mai 2015)[1][3][4]

## Biodiversitate
Situată în ecoregiunea mediteraneană, aria protejată conține 13 habitate naturale: Pante stâncoase silicioase cu vegetație casmofită, Păduri de Quercus suber, Dehesas cu Quercus spp. perene, Iazuri temporare mediteraneene, Galerii și tufărișuri riverane sudice (Nerio-Tamaricetea și Securinegion tinctoriae), Matorral arborescenți cu Juniperus spp., Tufărișuri termo-mediteraneene și de pre-deșert, Păduri de Quercus ilex și Quercus rotundifolia, Pseudostepă cu ierburi și specii anuale de Thero-Brachypodietea, Grohotișuri termofile și vest-mediteraneene, Galerii de Salix alba și de Populus alba, Pajiști uscate europene, Pajiști umede mediteraneene cu ierburi înalte de Molinio-Holoschoenion.
La baza desemnării sitului se află mai multe specii protejate:
- păsări (43): pescăruș albastru (Alcedo atthis), lăstunul mare (Apus apus), Apus caffer, Apus pallidus, Aquila adalberti, acvilă de munte (Aquila chrysaetos), stârc cenușiu (Ardea cinerea), buha (Bubo bubo), pasărea ogorului (Burhinus oedicnemus), Caprimulgus ruficollis, barză neagră (Ciconia nigra), șerpar (Circaetus gallicus), erete de stuf (Circus aeruginosus), porumbel (Columba livia), porumbel gulerat (Columba palumbus), cuc (Cuculus canorus), egretă mică (Egretta garzetta), șoim călător (Falco peregrinus), șoimul rândunelelor (Falco subbuteo), Galerida theklae, vulturul pleșuv sur (Gyps fulvus), Hieraaetus fasciatus, acvilă pitică (Hieraaetus pennatus), piciorong (Himantopus himantopus), ciocârlie de pădure (Lullula arborea), ciocârlie de bărăgan (Melanocorypha calandra), prigoare (Merops apiaster), gaia neagră (Milvus migrans), gaia roșie (Milvus milvus), mierlă de piatră (Monticola saxatilis), mierlă albastră (Monticola solitarius), muscar sur (Muscicapa striata), vultur egiptean (Neophron percnopterus), Oenanthe leucura, ciuf-pitic (Otus scops), pitulice de munte (Phylloscopus bonelli), pitulice de munte (Phylloscopus collybita), Prunella collaris, Pterocles orientalis, Pyrrhocorax pyrrhocorax, silvie de tufiș (Sylvia undata), Tachymarptis melba, sturzul de vâsc (Turdus viscivorus)
- amfibieni (1): Discoglossus galganoi
- mamifere (2): vidră de râu (Lutra lutra), râs iberic (Lynx pardinus)
- nevertebrate (1): fluturele auriu (Euphydryas aurinia)
- reptile (2): țestoasa de baltă (Emys orbicularis), Mauremys leprosa

Pe lângă speciile protejate, pe teritoriul sitului au mai fost identificate 8 specii de plante, 1 specie de păsări, 5 specii de amfibieni, 1 specie de mamifere, 6 specii de reptile.